# Eccellenza Puglia 1995-1996
Il campionato italiano di calcio di Eccellenza regionale 1995-1996 è stato il quinto organizzato in Italia. Rappresenta il sesto livello del calcio italiano.
Questo è il campionato regionale della regione Puglia.

## Aggiornamenti
- Il Tricase Calcio (che non aveva superato i Play-off per la promozione in C.N.D. nella stagione precedente) è stato ripescato nel Campionato Nazionale Dilettanti 1995-1996;
- a seguito del fallimento del Barletta Calcio Sport militante in Serie C1, è stata fondata ufficialmente, in luogo della società fallita, l'Associazione Calcio Barletta ammessa dalla Federazione al campionato di Eccellenza.

## Squadre partecipanti
| Squadra                | Città                  |
| ---------------------- | ---------------------- |
| A.C. Barletta          | Barletta (BT)          |
| U.S. Bitonto           | Bitonto (BA)           |
| Brindisi Calcio        | Brindisi (BR)          |
| A.S. Castellana        | Castellana Grotte (BA) |
| N.S.C. Gravina         | Gravina in Puglia (BA) |
| U.S. Laterza           | Laterza (TA)           |
| U.S. Lucera            | Lucera (FG)            |
| A.C. Martina           | Martina Franca (TA)    |
| A.S. Noicattaro Calcio | Noicattaro (BA)        |
| Ostuni Sport           | Ostuni (BR)            |
| A.S. Putignano Calcio  | Putignano (BA)         |
| U.S. Squinzano         | Squinzano (LE)         |
| U.S. Torremaggiore     | Torremaggiore (FG)     |
| Trepuzzi Calcio        | Trepuzzi (LE)          |
| A.S. Tuglie            | Tuglie (LE)            |
| A.C. Vis Gallipoli     | Gallipoli (LE)         |

## Classifica finale
|  | Pos. | Squadra       | Pt | G  | V  | N  | P  | GF | GS  | DR   |
|  | ---- | ------------- | -- | -- | -- | -- | -- | -- | --- | ---- |
|  | 1.   | Martina       | 64 | 30 | 18 | 10 | 2  | 57 | 13  | +44  |
|  | 2.   | Barletta      | 63 | 30 | 18 | 9  | 3  | 58 | 21  | +37  |
|  | 3.   | Castellana    | 62 | 30 | 18 | 8  | 4  | 57 | 18  | +40  |
|  | 4.   | Noicattaro    | 59 | 30 | 16 | 11 | 3  | 52 | 13  | +39  |
|  | 5.   | Vis Gallipoli | 57 | 30 | 15 | 12 | 3  | 42 | 14  | +28  |
|  | 6.   | Ostuni        | 49 | 30 | 14 | 7  | 9  | 47 | 33  | +14  |
|  | 7.   | Gravina       | 44 | 30 | 12 | 8  | 10 | 43 | 42  | 0    |
|  | 8.   | Trepuzzi      | 42 | 30 | 10 | 12 | 8  | 43 | 29  | +14  |
|  | 9.   | Squinzano     | 41 | 30 | 11 | 8  | 11 | 34 | 31  | +3   |
|  | 10.  | Brindisi      | 35 | 30 | 8  | 11 | 11 | 42 | 35  | +7   |
|  | 11.  | Tuglie        | 31 | 30 | 9  | 4  | 17 | 33 | 44  | -11  |
|  | 12.  | Putignano     | 30 | 30 | 6  | 12 | 12 | 24 | 29  | -5   |
|  | 13.  | Lucera        | 29 | 30 | 6  | 11 | 13 | 44 | 55  | -11  |
|  | 14.  | Laterza       | 29 | 30 | 7  | 8  | 15 | 34 | 53  | -19  |
|  | 15.  | Bitonto       | 12 | 30 | 3  | 3  | 24 | 17 | 85  | -68  |
|  | 16.  | Torremaggiore | 5  | 30 | 1  | 2  | 27 | 13 | 125 | -112 |

Legenda:
      Promosso nel Campionato Nazionale Dilettanti 1996-1997.
 Ammesso ai Play-Off nazionali.
      Retrocesso in Promozione Puglia 1996-1997.
 Promozione diretta.
 Retrocessione diretta.
Note:
Tre punti a vittoria, uno a pareggio, zero a sconfitta.